# Taghan Aregh
Taghan Aregh é uma cidade do Afeganistão, localizada na província de Balkh.